# Цицантун (муниципалитет)
Цицанту́н (исп. Dzidzantún) — муниципалитет в Мексике, штат Юкатан, с административным центром в одноимённом городе. Численность населения, по данным переписи 2010 года, составила 8133 человека.

## Общие сведения
Название Dzidzantún с майянского языка можно перевести как: наскальные рисунки и письмена, где Dzidzan — письмена, фреска, и Tun — камень, скала.
Площадь муниципалитета равна 208 км², что составляет 0,52 % от общей площади штата, а наивысшая точка — 6 метров над уровнем моря, расположена в поселении Санта-Рита.
Он граничит с другими муниципалитетами Юкатана: на востоке с Цилам-де-Браво и Цилам-Гонсалесом, на юге с Темашем и Кансакабом, на западе с Йобаином, а на севере омывается водами Мексиканского залива.

## Учреждение и состав
Муниципалитет был образован в 1918 году, в его состав входит 12 населённых пунктов, самые крупные из которых:
| Код INEGI | Населённый пункт                                                                         | Численность населения (2005 год) | Численность населения (2010 год) |
| --------- | ---------------------------------------------------------------------------------------- | -------------------------------- | -------------------------------- |
| 027       | Всего                                                                                    | 8165                             | 8133                             |
| 0001      | Цицантун (исп. Dzidzantún) 21°14′45″ с. ш. 89°02′35″ з. д. (административный центр)      | 8119                             | 7393                             |
| 0002      | Сан-Франсиско-Мансанилья (исп. San Francisco Manzanilla) 21°15′08″ с. ш. 89°01′23″ з. д. | 8119                             | 669                              |
| 0004      | Санта-Клара (исп. Santa Clara) 21°22′24″ с. ш. 89°00′55″ з. д.                           | 31                               | 45                               |
| —         | Прочие                                                                                   | 15                               | 26                               |

## Экономика
По статистическим данным 2000 года, работоспособное население занято по секторам экономики в следующих пропорциях:
- торговля, сферы услуг и туризма — 44,4 %;
- сельское хозяйство, скотоводство и рыболовство — 40,8 %;
- производство и строительство — 13,2 %;
- безработные — 1,6 %.

## Инфраструктура
По статистическим данным 2010 года, инфраструктура развита следующим образом:
- электрификация: 97,9 %;
- водоснабжение: 80,2 %;
- водоотведение: 79,5 %.

## Достопримечательности
В муниципалитете можно посетить следующие объекты:
- церковь и бывший монастырь Санта-Клары, построенный в конце XVI века;
- здание муниципалитета, построенное в 1787 году;
- множество археологических памятников цивилизации майя.

## Фотографии

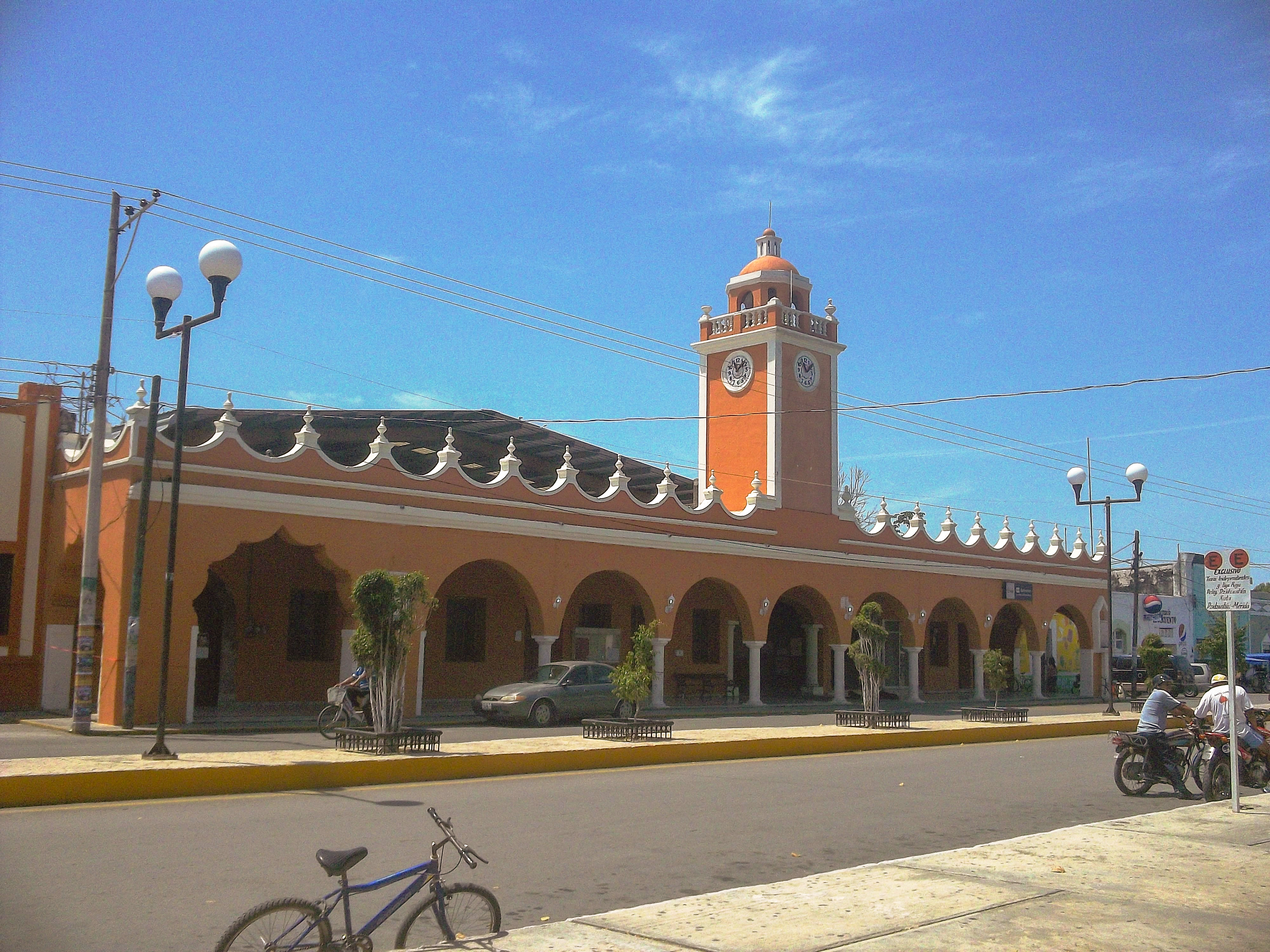
Здание администрации
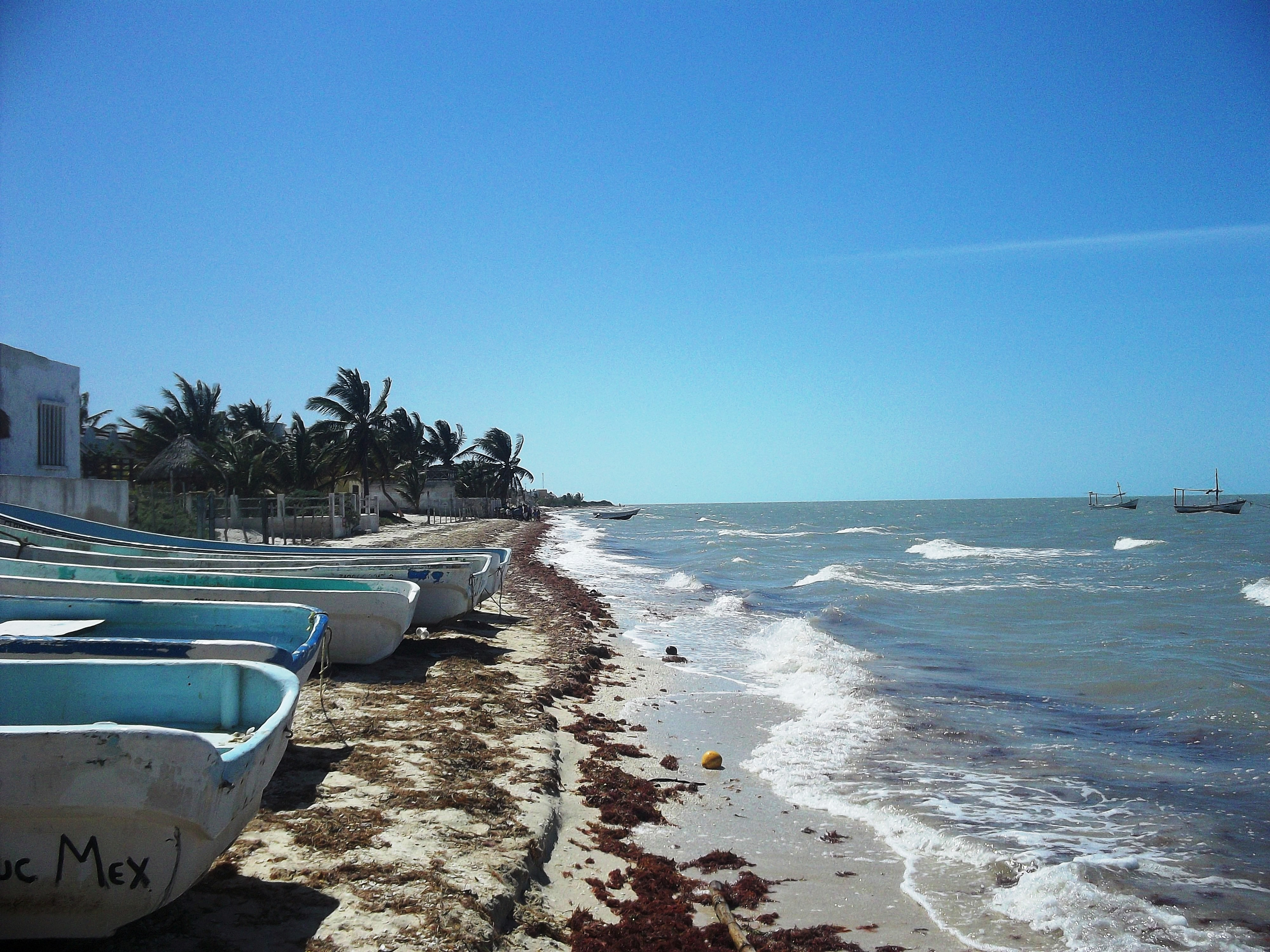
Рыбацкий посёлок Санта-Клара
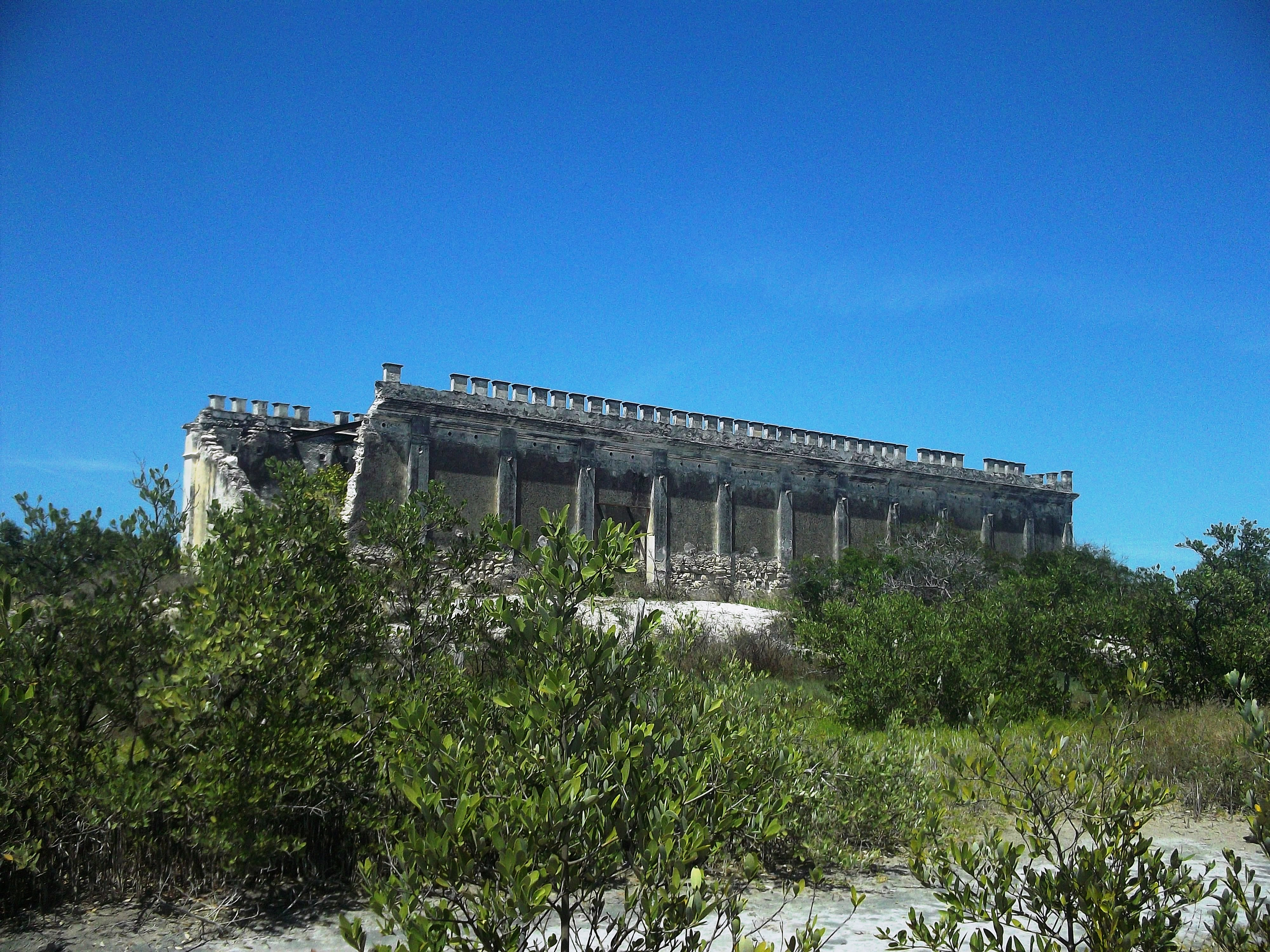
Заброшенный посёлок Мина-де-Оро